# Alexandrín
Alexandrín je dvanáctislabičný (mužský) a třináctislabičný (ženský) rýmovaný verš tvořený jambickými stopami (jambický hexametr). Po šesté slabice následuje cézura (přerývka), která ale v české poezii není dodržována zcela důsledně. Alexandrínu hojně využívá stará poezie v románských jazycích i některé staré skladby české poezie. Svůj název získal podle starofrancouzské Alexandreidy. Ve francouzské literatuře se stal reprezentativním veršem klasicistní poezie a tragédie. Často se s ním setkáváme v sonetech. V české literatuře, kde představuje exkluzivní verš zdůrazňující rozdíl mezi poezií a prózou, byl užíván Otokarem Březinou, a právě proto Vítězslav Nezval napsal alexandrínem Smuteční hranu za Otokara Březinu.

## Příklady
Comme je descendais des Fleuves impassibles,

Je ne me sentis plus guidé par les haleurs ;

Des Peaux-Rouges criards les avaient pris pour cibles,

Les ayant cloués nus aux poteaux de couleurs.
Arthur Rimbaud
Nad dálkou temných hor poslední požár plál;

v hluboké ticho to měsíce vzešla zář,

stříbřící hlavy té ubledlou mrtvou tvář

i tichý pahorek, jenž v břehu vody stál.

Města jsou vzdálená co bílý v modru mrak,

přes ně v kraj daleký nesl se mrtvý zrak,

v kraj, kde co dítě on – Ó krásný – krásný věk!
Karel Hynek Mácha
Hrál kdosi na hoboj, a hrál již kolik dní,

hrál vždycky navečer touž píseň mollovou
Karel Hlaváček
A teplo mrtvých vnad, jež kynulo mi svěží

pod růžným závojem, jejž dnů mých úsvit tkal,

žár dlouhých pohledů, jež zhaslé v duši leží,

a mrtvé polibky, jichž nežehl mě pal
Otokar Březina
Píši vám, Karino, a nevím, zda jste živa,

zda nejste nyní tam, kde se už netoužívá,

zda zatím neskončil váš nebezpečný věk.

Jste mrtva? Poproste tedy svůj náhrobek,

aby se nadlehčil. Poproste růže, paní,

aby se zavřely. Poproste rozpadání,

aby vám přečetlo list o mém rozpadu.

Smrt mlčí před verši. A já v nich před vás jdu

tak mlád, tak krutě mlád a ponejprve zralý,

že ve své mladosti podobám se již králi

zašlého království. Vy jste přec věděla,

co křídel chybí nám k rozletu anděla,

jak krví smějeme se a jak krví pláčem.

Nalezl jsem svůj pád. A chci vám říci, na čem.
Jiří Orten